# Kozak, Koreț
Kozak (în ucraineană Козак) este un sat în comuna Ricikî din raionul Koreț, regiunea Rivne, Ucraina.

## Demografie
Componența lingvistică a localității Kozak
     Ucraineană (99,37%)
     Alte limbi (0,63%)
Conform recensământului din 2001, majoritatea populației localității Kozak era vorbitoare de ucraineană (99,37%), existând în minoritate și vorbitori de alte limbi.